# Kazamba
Kazamba est une commune de la ville de Kikwit en république démocratique du Congo.